# Syrenia cana
Syrenia cana là một loài thực vật có hoa trong họ Cải. Loài này được (Piller & Mitterp.) Neilr. miêu tả khoa học đầu tiên năm 1870.